# Papuligobius uniporus
Papuligobius uniporus é uma espécie de peixe da família Gobiidae e da ordem Perciformes.

## Morfologia
- Os machos podem atingir 6,5 cm de comprimento total.
- Número de vértebras: 26.[4]

## Habitat
É um peixe de água doce, de clima tropical e demersal.

## Distribuição geográfica
É encontrado na Ásia: bacia hidrográfica do rio Nam Ma (Laos) e, provavelmente também, no Vietname.

## Observações
É inofensivo para os humanos.